# Ochlerotatus eidsvoldensis
Ochlerotatus eidsvoldensis is een muggensoort uit de familie van de steekmuggen (Culicidae). De wetenschappelijke naam van de soort is voor het eerst geldig gepubliceerd in 1927 door Mackerras.